# Greenockita
La greenockita és un mineral que pertany al grup wurtzita, de la classe dels sulfurs. Va ser anomenada així l'any 1840 per Henry James Brooke i Arthur Connell en honor de Earl Charles Murray Cathcart "Lord Greenock" (1783-1859), un general de l'exèrcit britànic que va exercir com a governador de la Província del Canadà, autor de dues publicacions sobre les roques ígnies i el carbó d'Edimburg.

## Característiques

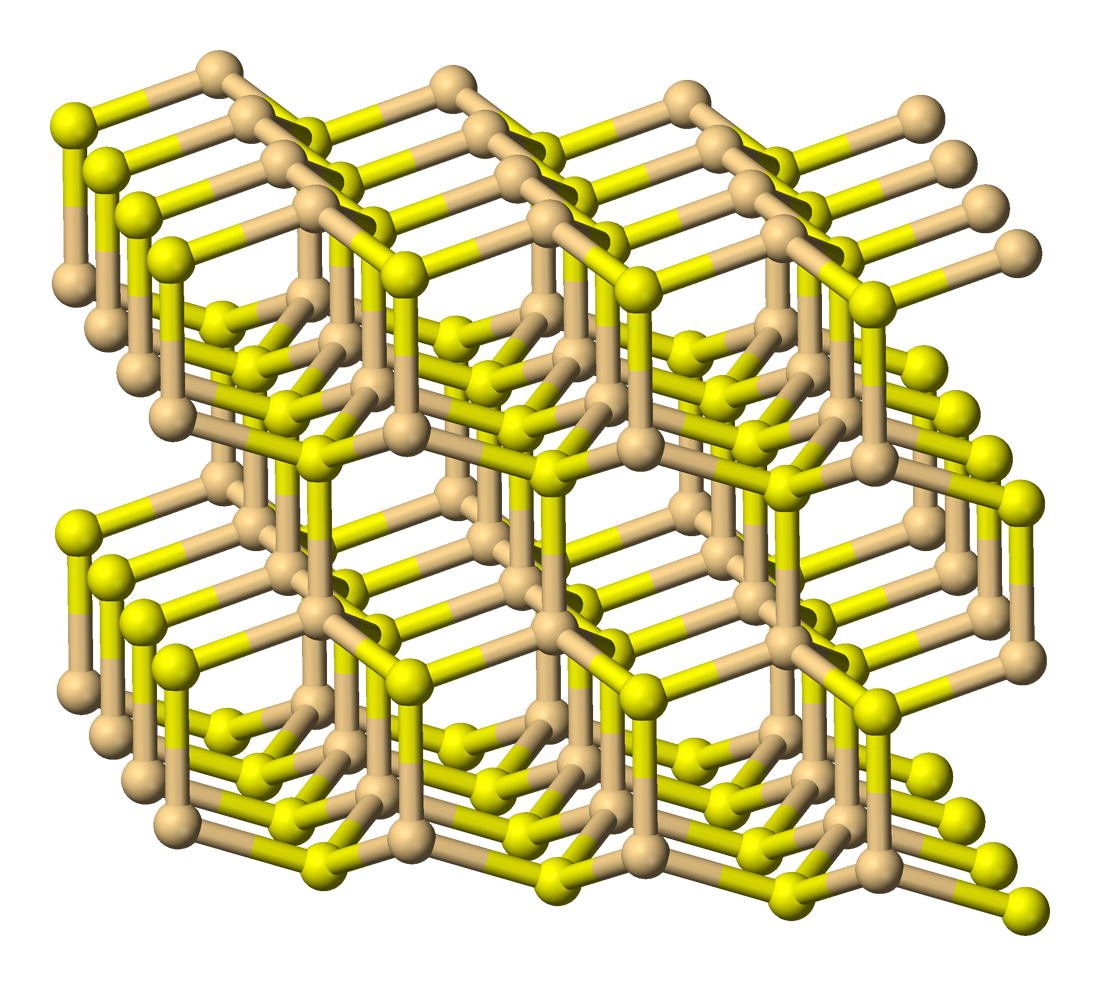
Estructura cristal·lina de la Greenockita

Químicament és un sulfur de cadmi, sent el més comú de tots els minerals del cadmi. Cristal·litza en el sistema hexagonal, sent molt estrany que formi cristalls, presentant-se gairebé sempre en forma de taca pulverulenta sobre altres minerals. És un dimorf de la hawleyita. La seva duresa a l'escala de Mohs oscil·la entre 3 i 3,5. S'extreu per al seu ús com a mena de cadmi, que s'empra en la indústria en aliatges amb altres metalls, a les quals dota de propietats anticorrosives. Com que és un mineral que conté cadmi la seva manipulació és perillosa, i pot ser nociva per a la salut. S'ha d'evitar la inhalació de la pols quan es fractura. Mai llepar o ingerir.

## Formació i jaciments
Es forma com a mineral secundari per metamorfisme hidrotermal de temperatura mitjana, encara que també pot formar-se en roques ígnies pegmatítiques. És un mineral rar, trobat en dipòsits de sulfurs, emplenant cavitats o en filons de minerals. Apareix comunament associada a esfalerita, calcita o smithsonita en forma de crosta d'impuresa sobre elles. Altres minerals amb els quals pot aparèixer associat, encara que més rarament, són: fluorita, calcopirita, quars, pirita, marcassita i prehnita. Als territoris de parla catalana ha estat descrita a la mina Regia (Bellmunt del Priorat, Priorat).